# 1202
Portal Geschichte | Portal Biografien | Aktuelle Ereignisse | Jahreskalender | Tagesartikel

◄ |
12. Jahrhundert |
13. Jahrhundert
| 14. Jahrhundert | ►

◄ |
1170er |
1180er |
1190er |
1200er
| 1210er | 1220er | 1230er | ►

◄◄ |
◄ |
1198 |
1199 |
1200 |
1201 |
1202
| 1203 | 1204 | 1205 | 1206 | ► | ►►
Staatsoberhäupter  · Nekrolog
| Januar | Januar | Januar | Januar | Januar | Januar | Januar | Januar |
| Kw     | Mo     | Di     | Mi     | Do     | Fr     | Sa     | So     |
| ------ | ------ | ------ | ------ | ------ | ------ | ------ | ------ |
| 1      |        | 1      | 2      | 3      | 4      | 5      | 6      |
| 2      | 7      | 8      | 9      | 10     | 11     | 12     | 13     |
| 3      | 14     | 15     | 16     | 17     | 18     | 19     | 20     |
| 4      | 21     | 22     | 23     | 24     | 25     | 26     | 27     |
| 5      | 28     | 29     | 30     | 31     |        |        |        |

| Februar | Februar | Februar | Februar | Februar | Februar | Februar | Februar |
| Kw      | Mo      | Di      | Mi      | Do      | Fr      | Sa      | So      |
| ------- | ------- | ------- | ------- | ------- | ------- | ------- | ------- |
| 5       |         |         |         |         | 1       | 2       | 3       |
| 6       | 4       | 5       | 6       | 7       | 8       | 9       | 10      |
| 7       | 11      | 12      | 13      | 14      | 15      | 16      | 17      |
| 8       | 18      | 19      | 20      | 21      | 22      | 23      | 24      |
| 9       | 25      | 26      | 27      | 28      |         |         |         |

| März | März | März | März | März | März | März | März |
| Kw   | Mo   | Di   | Mi   | Do   | Fr   | Sa   | So   |
| ---- | ---- | ---- | ---- | ---- | ---- | ---- | ---- |
| 9    |      |      |      |      | 1    | 2    | 3    |
| 10   | 4    | 5    | 6    | 7    | 8    | 9    | 10   |
| 11   | 11   | 12   | 13   | 14   | 15   | 16   | 17   |
| 12   | 18   | 19   | 20   | 21   | 22   | 23   | 24   |
| 13   | 25   | 26   | 27   | 28   | 29   | 30   | 31   |

| April | April | April | April | April | April | April | April |
| Kw    | Mo    | Di    | Mi    | Do    | Fr    | Sa    | So    |
| ----- | ----- | ----- | ----- | ----- | ----- | ----- | ----- |
| 14    | 1     | 2     | 3     | 4     | 5     | 6     | 7     |
| 15    | 8     | 9     | 10    | 11    | 12    | 13    | 14    |
| 16    | 15    | 16    | 17    | 18    | 19    | 20    | 21    |
| 17    | 22    | 23    | 24    | 25    | 26    | 27    | 28    |
| 18    | 29    | 30    |       |       |       |       |       |

| Mai | Mai | Mai | Mai | Mai | Mai | Mai | Mai |
| Kw  | Mo  | Di  | Mi  | Do  | Fr  | Sa  | So  |
| 18  |     |     | 1   | 2   | 3   | 4   | 5   |
| 19  | 6   | 7   | 8   | 9   | 10  | 11  | 12  |
| 20  | 13  | 14  | 15  | 16  | 17  | 18  | 19  |
| 21  | 20  | 21  | 22  | 23  | 24  | 25  | 26  |
| 22  | 27  | 28  | 29  | 30  | 31  |     |     |
| --- | --- | --- | --- | --- | --- | --- | --- |

| Juni | Juni | Juni | Juni | Juni | Juni | Juni | Juni |
| Kw   | Mo   | Di   | Mi   | Do   | Fr   | Sa   | So   |
| ---- | ---- | ---- | ---- | ---- | ---- | ---- | ---- |
| 22   |      |      |      |      |      | 1    | 2    |
| 23   | 3    | 4    | 5    | 6    | 7    | 8    | 9    |
| 24   | 10   | 11   | 12   | 13   | 14   | 15   | 16   |
| 25   | 17   | 18   | 19   | 20   | 21   | 22   | 23   |
| 26   | 24   | 25   | 26   | 27   | 28   | 29   | 30   |

| Juli | Juli | Juli | Juli | Juli | Juli | Juli | Juli |
| Kw   | Mo   | Di   | Mi   | Do   | Fr   | Sa   | So   |
| ---- | ---- | ---- | ---- | ---- | ---- | ---- | ---- |
| 27   | 1    | 2    | 3    | 4    | 5    | 6    | 7    |
| 28   | 8    | 9    | 10   | 11   | 12   | 13   | 14   |
| 29   | 15   | 16   | 17   | 18   | 19   | 20   | 21   |
| 30   | 22   | 23   | 24   | 25   | 26   | 27   | 28   |
| 31   | 29   | 30   | 31   |      |      |      |      |

| August | August | August | August | August | August | August | August |
| Kw     | Mo     | Di     | Mi     | Do     | Fr     | Sa     | So     |
| ------ | ------ | ------ | ------ | ------ | ------ | ------ | ------ |
| 31     |        |        |        | 1      | 2      | 3      | 4      |
| 32     | 5      | 6      | 7      | 8      | 9      | 10     | 11     |
| 33     | 12     | 13     | 14     | 15     | 16     | 17     | 18     |
| 34     | 19     | 20     | 21     | 22     | 23     | 24     | 25     |
| 35     | 26     | 27     | 28     | 29     | 30     | 31     |        |

| September | September | September | September | September | September | September | September |
| Kw        | Mo        | Di        | Mi        | Do        | Fr        | Sa        | So        |
| --------- | --------- | --------- | --------- | --------- | --------- | --------- | --------- |
| 35        |           |           |           |           |           |           | 1         |
| 36        | 2         | 3         | 4         | 5         | 6         | 7         | 8         |
| 37        | 9         | 10        | 11        | 12        | 13        | 14        | 15        |
| 38        | 16        | 17        | 18        | 19        | 20        | 21        | 22        |
| 39        | 23        | 24        | 25        | 26        | 27        | 28        | 29        |
| 40        | 30        |           |           |           |           |           |           |

| Oktober | Oktober | Oktober | Oktober | Oktober | Oktober | Oktober | Oktober |
| Kw      | Mo      | Di      | Mi      | Do      | Fr      | Sa      | So      |
| ------- | ------- | ------- | ------- | ------- | ------- | ------- | ------- |
| 40      |         | 1       | 2       | 3       | 4       | 5       | 6       |
| 41      | 7       | 8       | 9       | 10      | 11      | 12      | 13      |
| 42      | 14      | 15      | 16      | 17      | 18      | 19      | 20      |
| 43      | 21      | 22      | 23      | 24      | 25      | 26      | 27      |
| 44      | 28      | 29      | 30      | 31      |         |         |         |

| November | November | November | November | November | November | November | November |
| Kw       | Mo       | Di       | Mi       | Do       | Fr       | Sa       | So       |
| -------- | -------- | -------- | -------- | -------- | -------- | -------- | -------- |
| 44       |          |          |          |          | 1        | 2        | 3        |
| 45       | 4        | 5        | 6        | 7        | 8        | 9        | 10       |
| 46       | 11       | 12       | 13       | 14       | 15       | 16       | 17       |
| 47       | 18       | 19       | 20       | 21       | 22       | 23       | 24       |
| 48       | 25       | 26       | 27       | 28       | 29       | 30       |          |

| Dezember | Dezember | Dezember | Dezember | Dezember | Dezember | Dezember | Dezember |
| Kw       | Mo       | Di       | Mi       | Do       | Fr       | Sa       | So       |
| -------- | -------- | -------- | -------- | -------- | -------- | -------- | -------- |
| 48       |          |          |          |          |          |          | 1        |
| 49       | 2        | 3        | 4        | 5        | 6        | 7        | 8        |
| 50       | 9        | 10       | 11       | 12       | 13       | 14       | 15       |
| 51       | 16       | 17       | 18       | 19       | 20       | 21       | 22       |
| 52       | 23       | 24       | 25       | 26       | 27       | 28       | 29       |
| 1        | 30       | 31       |          |          |          |          |          |

| Januar | Januar | Januar | Januar | Januar | Januar | Januar | Januar |
| Kw     | Mo     | Di     | Mi     | Do     | Fr     | Sa     | So     |
| ------ | ------ | ------ | ------ | ------ | ------ | ------ | ------ |
| 1      |        | 1      | 2      | 3      | 4      | 5      | 6      |
| 2      | 7      | 8      | 9      | 10     | 11     | 12     | 13     |
| 3      | 14     | 15     | 16     | 17     | 18     | 19     | 20     |
| 4      | 21     | 22     | 23     | 24     | 25     | 26     | 27     |
| 5      | 28     | 29     | 30     | 31     |        |        |        |

| Februar | Februar | Februar | Februar | Februar | Februar | Februar | Februar |
| Kw      | Mo      | Di      | Mi      | Do      | Fr      | Sa      | So      |
| ------- | ------- | ------- | ------- | ------- | ------- | ------- | ------- |
| 5       |         |         |         |         | 1       | 2       | 3       |
| 6       | 4       | 5       | 6       | 7       | 8       | 9       | 10      |
| 7       | 11      | 12      | 13      | 14      | 15      | 16      | 17      |
| 8       | 18      | 19      | 20      | 21      | 22      | 23      | 24      |
| 9       | 25      | 26      | 27      | 28      |         |         |         |

| März | März | März | März | März | März | März | März |
| Kw   | Mo   | Di   | Mi   | Do   | Fr   | Sa   | So   |
| ---- | ---- | ---- | ---- | ---- | ---- | ---- | ---- |
| 9    |      |      |      |      | 1    | 2    | 3    |
| 10   | 4    | 5    | 6    | 7    | 8    | 9    | 10   |
| 11   | 11   | 12   | 13   | 14   | 15   | 16   | 17   |
| 12   | 18   | 19   | 20   | 21   | 22   | 23   | 24   |
| 13   | 25   | 26   | 27   | 28   | 29   | 30   | 31   |

| April | April | April | April | April | April | April | April |
| Kw    | Mo    | Di    | Mi    | Do    | Fr    | Sa    | So    |
| ----- | ----- | ----- | ----- | ----- | ----- | ----- | ----- |
| 14    | 1     | 2     | 3     | 4     | 5     | 6     | 7     |
| 15    | 8     | 9     | 10    | 11    | 12    | 13    | 14    |
| 16    | 15    | 16    | 17    | 18    | 19    | 20    | 21    |
| 17    | 22    | 23    | 24    | 25    | 26    | 27    | 28    |
| 18    | 29    | 30    |       |       |       |       |       |

| Mai | Mai | Mai | Mai | Mai | Mai | Mai | Mai |
| Kw  | Mo  | Di  | Mi  | Do  | Fr  | Sa  | So  |
| 18  |     |     | 1   | 2   | 3   | 4   | 5   |
| 19  | 6   | 7   | 8   | 9   | 10  | 11  | 12  |
| 20  | 13  | 14  | 15  | 16  | 17  | 18  | 19  |
| 21  | 20  | 21  | 22  | 23  | 24  | 25  | 26  |
| 22  | 27  | 28  | 29  | 30  | 31  |     |     |
| --- | --- | --- | --- | --- | --- | --- | --- |

| Juni | Juni | Juni | Juni | Juni | Juni | Juni | Juni |
| Kw   | Mo   | Di   | Mi   | Do   | Fr   | Sa   | So   |
| ---- | ---- | ---- | ---- | ---- | ---- | ---- | ---- |
| 22   |      |      |      |      |      | 1    | 2    |
| 23   | 3    | 4    | 5    | 6    | 7    | 8    | 9    |
| 24   | 10   | 11   | 12   | 13   | 14   | 15   | 16   |
| 25   | 17   | 18   | 19   | 20   | 21   | 22   | 23   |
| 26   | 24   | 25   | 26   | 27   | 28   | 29   | 30   |

| Juli | Juli | Juli | Juli | Juli | Juli | Juli | Juli |
| Kw   | Mo   | Di   | Mi   | Do   | Fr   | Sa   | So   |
| ---- | ---- | ---- | ---- | ---- | ---- | ---- | ---- |
| 27   | 1    | 2    | 3    | 4    | 5    | 6    | 7    |
| 28   | 8    | 9    | 10   | 11   | 12   | 13   | 14   |
| 29   | 15   | 16   | 17   | 18   | 19   | 20   | 21   |
| 30   | 22   | 23   | 24   | 25   | 26   | 27   | 28   |
| 31   | 29   | 30   | 31   |      |      |      |      |

| August | August | August | August | August | August | August | August |
| Kw     | Mo     | Di     | Mi     | Do     | Fr     | Sa     | So     |
| ------ | ------ | ------ | ------ | ------ | ------ | ------ | ------ |
| 31     |        |        |        | 1      | 2      | 3      | 4      |
| 32     | 5      | 6      | 7      | 8      | 9      | 10     | 11     |
| 33     | 12     | 13     | 14     | 15     | 16     | 17     | 18     |
| 34     | 19     | 20     | 21     | 22     | 23     | 24     | 25     |
| 35     | 26     | 27     | 28     | 29     | 30     | 31     |        |

| September | September | September | September | September | September | September | September |
| Kw        | Mo        | Di        | Mi        | Do        | Fr        | Sa        | So        |
| --------- | --------- | --------- | --------- | --------- | --------- | --------- | --------- |
| 35        |           |           |           |           |           |           | 1         |
| 36        | 2         | 3         | 4         | 5         | 6         | 7         | 8         |
| 37        | 9         | 10        | 11        | 12        | 13        | 14        | 15        |
| 38        | 16        | 17        | 18        | 19        | 20        | 21        | 22        |
| 39        | 23        | 24        | 25        | 26        | 27        | 28        | 29        |
| 40        | 30        |           |           |           |           |           |           |

| Oktober | Oktober | Oktober | Oktober | Oktober | Oktober | Oktober | Oktober |
| Kw      | Mo      | Di      | Mi      | Do      | Fr      | Sa      | So      |
| ------- | ------- | ------- | ------- | ------- | ------- | ------- | ------- |
| 40      |         | 1       | 2       | 3       | 4       | 5       | 6       |
| 41      | 7       | 8       | 9       | 10      | 11      | 12      | 13      |
| 42      | 14      | 15      | 16      | 17      | 18      | 19      | 20      |
| 43      | 21      | 22      | 23      | 24      | 25      | 26      | 27      |
| 44      | 28      | 29      | 30      | 31      |         |         |         |

| November | November | November | November | November | November | November | November |
| Kw       | Mo       | Di       | Mi       | Do       | Fr       | Sa       | So       |
| -------- | -------- | -------- | -------- | -------- | -------- | -------- | -------- |
| 44       |          |          |          |          | 1        | 2        | 3        |
| 45       | 4        | 5        | 6        | 7        | 8        | 9        | 10       |
| 46       | 11       | 12       | 13       | 14       | 15       | 16       | 17       |
| 47       | 18       | 19       | 20       | 21       | 22       | 23       | 24       |
| 48       | 25       | 26       | 27       | 28       | 29       | 30       |          |

| Dezember | Dezember | Dezember | Dezember | Dezember | Dezember | Dezember | Dezember |
| Kw       | Mo       | Di       | Mi       | Do       | Fr       | Sa       | So       |
| -------- | -------- | -------- | -------- | -------- | -------- | -------- | -------- |
| 48       |          |          |          |          |          |          | 1        |
| 49       | 2        | 3        | 4        | 5        | 6        | 7        | 8        |
| 50       | 9        | 10       | 11       | 12       | 13       | 14       | 15       |
| 51       | 16       | 17       | 18       | 19       | 20       | 21       | 22       |
| 52       | 23       | 24       | 25       | 26       | 27       | 28       | 29       |
| 1        | 30       | 31       |          |          |          |          |          |

## Ereignisse

### Politik und Weltgeschehen

#### Vierter Kreuzzug

Das Wappen der Markgrafen von Montferrat

- 19. August: Bonifatius I. von Montferrat erreicht Venedig und übernimmt offiziell die Führung des Vierten Kreuzzuges. Da sich weniger Kreuzfahrer als erwartet anwerben haben lassen, sind sie nicht in der Lage, die 200 von der Republik Venedig angemieteten Schiffe zu bezahlen. Der 95-jährige Doge Enrico Dandolo nimmt daraufhin selbst das Kreuz und bald schließen sich ihm Tausende Venezianer an.
- Anfang Oktober: Der Kreuzzug bricht von Venedig aus auf. Ursprünglich war die direkte Überfahrt nach Ägypten geplant, Dandolo überzeugte die Truppen jedoch, in der dalmatinischen und früher zeitweilig von Venedig kontrollierten Hafenstadt Zara zu landen. Viele Kreuzfahrer verweigern dafür ihre Hilfe. Die meisten lassen sich aber von Dandolos Versprechen, dass ihre während der Wartezeit in Venedig angehäuften Schulden getilgt würden, überzeugen. Papst Innozenz III. verbietet den Angriff auf die Stadt und exkommuniziert das gesamte Kreuzfahrerheer dafür.
- 23. November: Nach zweiwöchiger Belagerung wird Zara erobert und verwüstet. Aufgrund der fortgeschrittenen Jahreszeit überwintert das Heer in der Stadt.

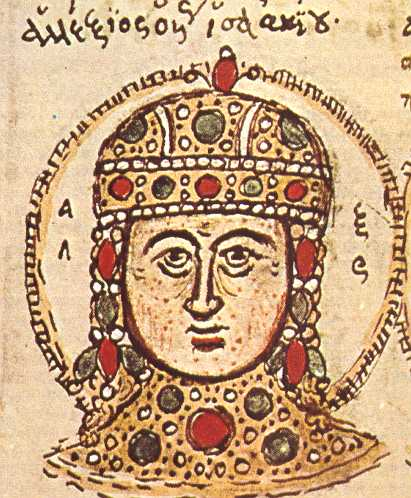
Alexios IV. Angelos

- Dezember: Alexios Angelos, Sohn des gestürzten byzantinischen Kaisers Isaak II., verspricht den Kreuzfahrern reiche Belohnung bei der Unterstützung seiner Machtansprüche gegen Alexios III. Der Vierte Kreuzzug wendet sich gegen Byzanz. Ein Heeresteil unter der Führung von Simon de Montfort stimmt gegen die Umleitung.

#### Heiliges Römisches Reich
- Albert III. übernimmt mit seiner Volljährigkeit die Herrschaft in der Gefürsteten Grafschaft Tirol.
- Deutscher Thronstreit: Die Dekretale Venerabilem ist ein päpstlicher Erlass von Innozenz III., in der der Papst das Recht für sich beansprucht, in die Königswahl einzugreifen, und auch das Recht zur Prüfung der Eignung der Kandidaten.
- Das Martinstor in Freiburg im Breisgau wird fertiggestellt.

#### Skandinavien
- 8. März: Håkon III. Sverresson aus der Fraktion der Birkebeiner wird König von Norwegen. Im Laufe des Jahres gelingt es ihm, zahlreiche bisherige Unterstützer der Baglerpartei auf seine Seite zu ziehen, unter ihnen auch Erzbischof Eirik Ivarsson. Gegenkönig Inge Magnusson zieht sich auf die Insel Storøya zurück, wo er von seinen eigenen Leuten ermordet wird. Die Baglerpartei löst sich daraufhin auf.
- 12. November: Durch den Tod seines regierenden Bruders Knut VI. wird Waldemar II. neuer König in Dänemark. Nach seinem Amtsantritt erobert er Mecklenburg, Pommern und die Pommerellen. Lübeck und Hamburg erkennen seine Schutzhoheit an.

#### Französisch-Englischer Krieg

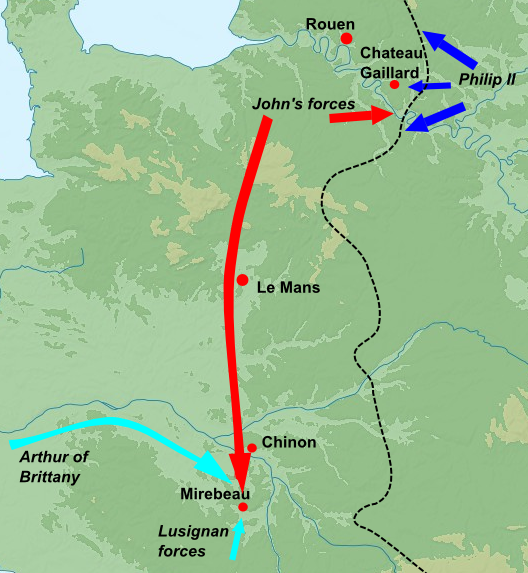
Die Feldzüge von 1202

- Angevinisches Reich: Das Haus Lusignan, eine der mächtigsten Adelsfamilien in Aquitanien, führt Beschwerde gegen ihren Lehensherrn, den englischen König Johann I. wegen dessen Eheschließung mit Isabella von Angoulême, die eigentlich mit Hugo IX. von Lusignan verlobt war. Dieser weigert sich jedoch, auf die Beschwerden einzugehen. Die Lusignans wenden sich daraufhin an den französischen König Philipp II. als obersten Lehensherrn. Dessen Aufforderung, vor einem Hofgericht zu erscheinen, verweigert Johann ebenfalls, woraufhin Philipp ihn im Mai zum rebellischen Vasallen und aller seiner französischen Lehen für verlustig erklärt. Ein neuerlicher französisch-englischer Krieg beginnt.

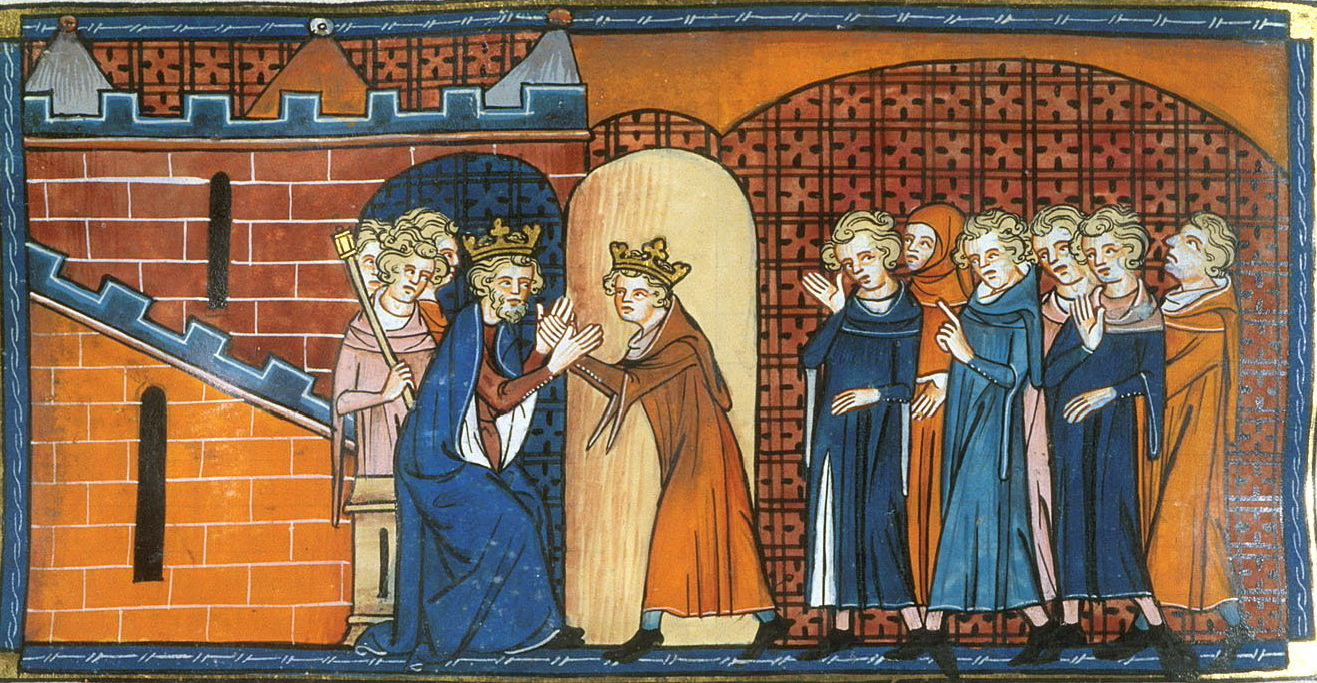
Arthurs Huldigung an Philipp,
Grandes Chroniques de France

- Juli: Philipp II. schlägt Johanns Neffen Arthur von der Bretagne zum Ritter und belehnt ihn mit allen Ländern Johanns mit Ausnahme der Normandie, die er zum Kronland erklärt. Anschließend marschiert er gemeinsam mit Arthur, Gottfried von Lusignan und dessen Neffen Hugo le Brun in der Normandie ein und belagert die Burg Mirebeau, in der sich Johanns Mutter Eleonore von Aquitanien aufhält.
- Mit Hilfe seines Vasallen Guillaume des Roches führt Johann daraufhin sein Heer in einem Gewaltmarsch nach Mirebeau, wo er am Morgen des 31. Juli die Belagerer vollkommen überrascht. Neben Johanns Neffen Arthur geraten auch Gottfried von Lusignan, Hugo le Brun, Savary de Mauléon und über 200 Ritter in Gefangenschaft. Bis auf Arthur, der in Falaise unter der Aufsicht von Hubert de Burgh eingekerkert wird, kommen die meisten von ihnen jedoch bald wieder frei.
- Nachdem Johann sich mit seinem Vertrauten Guillaume des Roches über die Frage der Behandlung der Gefangenen überworfen hat, wechselt dieser die Seiten und bietet Philipp II. seine Dienste an. Johann gerät zunehmend in die Defensive.
- Herbst: Die Bretonen erobern Johanns Stammresidenz Angers.

#### Weitere Ereignisse in Europa
- 13. März: Nach dem Tod seines Vaters Mieszko III. wird Władysław III. mit Hilfe der kleinpolnischen Magnaten Seniorherzog von Polen zu Krakau, verliert jedoch bald seine Anhänger.
- Papst Innozenz III. erlässt im Herbst die Dekretale Per Venerabilem, in der er erklärt, dass der König von Frankreich in weltlichen Angelegenheiten keinen Vorgesetzten (gemeint ist der römisch-deutsche Kaiser) anerkenne.

#### Japan
- Minamoto no Yoriie, Oberhaupt des Minamoto-Clans, wird zum seii taishogun ernannt. Zu diesem Zeitpunkt befindet sich der Zwanzigjährige jedoch bereits in einem tiefen Konflikt mit seiner Mutter Hōjō Masako und dem Hōjō-Clan. Sein Großvater Hōjō Tokimasa übernimmt zunehmend die Macht im Japan der Kamakura-Zeit.

#### Stadtrechte und urkundliche Ersterwähnungen
- Der portugiesische Ort Santa Marta de Penaguião erhält von Sancho I. das Stadtrecht.
- Börtlingen wird erstmals urkundlich erwähnt.

### Wirtschaft
- Die überregionalen Märkte Bozens werden zwischen den Bischöfen von Brixen und Trient vertraglich geregelt.

### Kultur
- Leonardo Fibonacci veröffentlicht das Buch Liber abaci.

### Religion

#### Buddhismus
- Der buddhistische Mönch Eisai, Gründer de Rinzai-Schule des Zen-Buddhismus, erhält vom japanischen Shōgun Minamoto no Yoriie ein Grundstück in der Hauptstadt Kyōto, um dort den ersten großen Zen-Tempel der Stadt zu errichten. Der in Kyōto residierende tennō Tsuchimikado erlaubt den Bau des Kennin-ji unter der Bedingung, dass dort neben den Übungen des Zen-Buddhismus auch die esoterischen Rituale der Shingon-Schule sowie die Meditationstechnik der Tendai-Schule in eigens dafür zu bauenden Hallen gelehrt werden. Überdies gliedert man den Tempel als Zweigtempel in den Tempelkomplex des nördlich der Stadt gelegenen Bergs Hiei ein.

#### Christentum

##### Kirchenhierarchie
- Januar: Konrad von Ergersheim wird als Nachfolger des im Vorjahr verstorbenen Timo zum Bischof von Bamberg gewählt. Als Parteigänger Philipps von Schwaben wird ihm jedoch die päpstliche Zustimmung verweigert.

##### Ordensgemeinschaften
- Albert von Buxthoeven gründet als Bischof von Riga „Brüder des Ritterdienstes Christi“ (Schwertbrüderorden) und überträgt ihm 1207 ein Drittel Livlands. Der Orden geht 1237 in dem Deutschen Orden auf.

##### Klöster

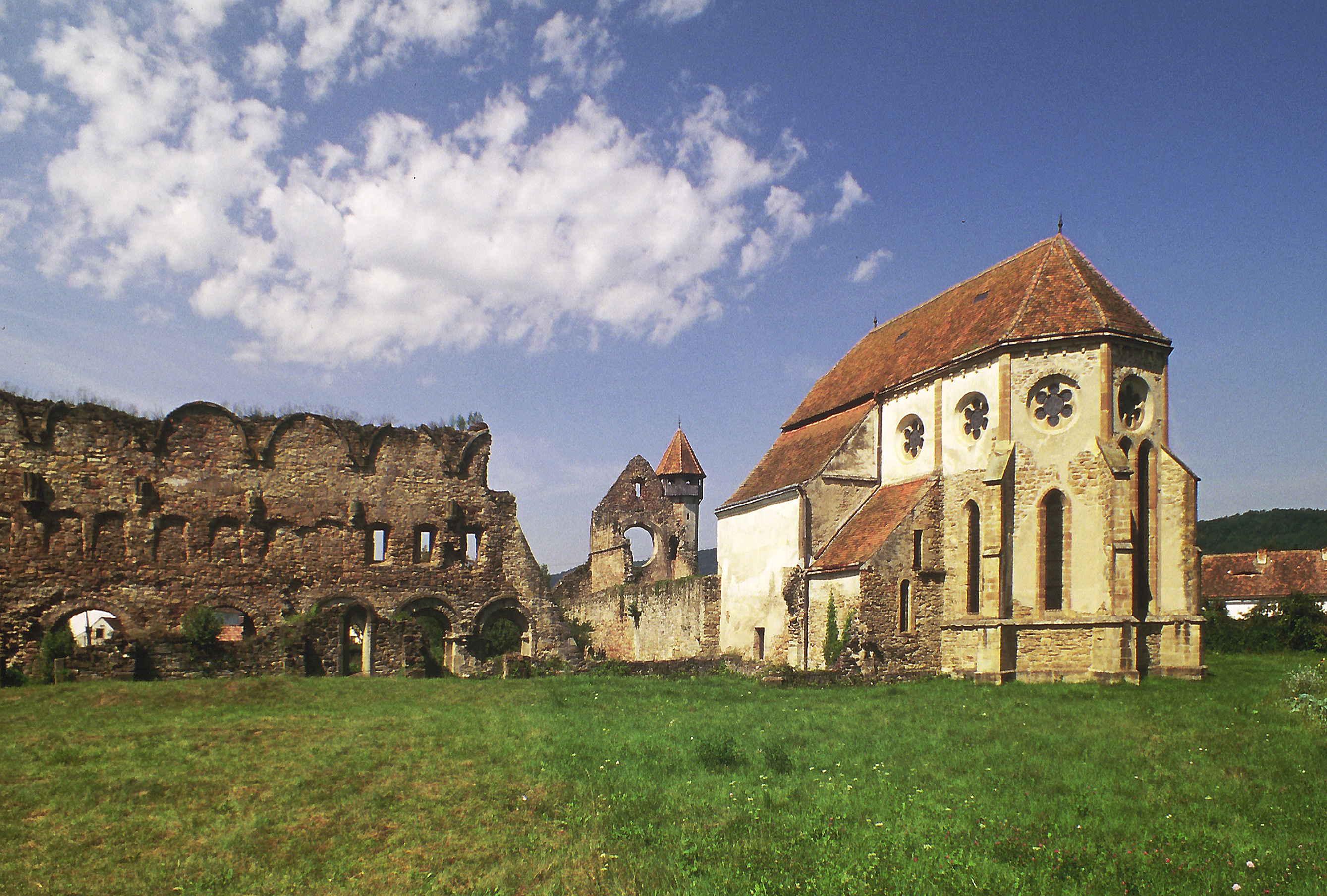
Kloster Kerz

- Das siebenbürgische Kloster Kerz wird als Tochterkloster des Klosters Egresch gegründet und gehörte damit der Filiation der Primarabtei Pontigny an.
- Stift Lilienfeld wird durch Leopold VI., Herzog von Österreich und der Steiermark, als Tochterkloster von Stift Heiligenkreuz gegründet und gehört damit der Filiation der Primarabtei Morimond an.
- Das Kloster Sagittario wird gegründet.
- Herzog Heinrich I. von Schlesien gründet auf Anregung seiner Gemahlin Hedwig von Andechs das Zisterzienserinnenkloster Trebnitz.

##### Heiligsprechungen
- Der englische Ordensgründer Gilbert von Sempringham wird durch Papst Innozenz III. heiliggesprochen.

#### Islam
- Der bekannte Sufi Muhyī d-Dīn Ibn ʿArabī unternimmt von seiner Geburtsstadt Murcia im maurischen Spanien aus eine weite Reise in den Orient, wobei er Alexandria, Kairo und schließlich Mekka besucht, wo es nicht lange dauert, bis sich die Nachricht seiner Ankunft in der ganzen Stadt verbreitet.

### Katastrophen
- 20. Mai: Erdbeben im Nahen Osten/Mittelmeer (s. 1201)

## Geboren

### Genaues Geburtsdatum unbekannt
- Januar/März: Kunigunde von Staufen, Königin von Böhmen († 1248)
- Enni Ben’en, buddhistischer Mönch aus Japan († 1280)
- Margarete II. von Flandern, Gräfin von Flandern und von Hennegau († 1278)
- Qin Jiushao, chinesischer Beamter, Militär, Schriftsteller, Erfinder und Mathematiker († 1261)

### Geboren um 1202
- Dietrich I. von Bilstein, deutscher Edelherr und Erbauer der Burg Bilstein († vor 1245)

## Gestorben

### Todesdatum gesichert
- 9. Januar: Birger Brosa, schwedischer Jarl
- 12. Februar: Ludan, schottischer Pilger, Heiliger der katholischen Kirche
- 8. März: Sverre Sigurdsson, König von Norwegen (* um 1151)
- 13. März: Mieszko III., Herzog von Großpolen, Seniorherzog von Polen (* 1126)
- 2. Mai: Fulko von Neuilly, französischer Kreuzzugsprediger
- 7. Mai: Hamelin de Warenne, englischer Adeliger (* 1129)
- 16. Juni: Aymar, Graf von Angoulême (* um 1160)
- 8. August: Simon I., Graf von Tecklenburg (* um 1140)
- 9. August: Jakuren, japanischer Dichter und buddhistischer Mönch (* 1139)
- 10. August: Ulrich II., Herzog von Kärnten (* um 1176)
- 7. September: Wilhelm von Blois, Bischof von Chartres, Erzbischof von Sens, Erzbischof von Reims und Kardinal (* 1135)
- 24. September: Pontius Vela von Cabrera, Adeliger im Königreich León
- 29. Oktober: Konrad von Hüneburg, Fürstbischof von Straßburg
- 3. Dezember: Konrad I. von Querfurt, Bischof von Hildesheim und Bischof von Würzburg (* um 1160)
- 3. Dezember: Myeongjong, 19. König des koreanischen Goryeo-Reiches (* 1131)

### Genaues Todesdatum unbekannt
- Alanus ab Insulis, französischer Scholastiker, Dichter und Zisterzienser (* um 1120)
- André de Chauvigny, französischer Ritter (* um 1150)
- Burchard IV., Graf von Vendôme
- Geoffroy de Donjon, Großmeister des Johanniterordens
- Gottfried III., Graf von Le Perche
- Konrad von Urslingen, Herzog von Spoleto
- Inge Magnusson, norwegischer König der Baglerpartei (* um 1182)
- Joachim von Fiore, Abt und Ordensgründer in Kalabrien, Geschichtstheologe (* um 1135)
- Knut VI., König von Dänemark (* 1162/63)
- Markward von Annweiler, Reichstruchsess des Heiligen Römischen Reichs und Regent des Königreichs Sizilien
- Rainald Garnier, Graf von Sidon (* um 1133)